# Maria Rambla Castells
Maria Rambla Castells   (Terrassa, 22 de juliol de 1917 - 5 de març de 2016) fou una aracnòloga catalana, especialista en opilions.

## Biografia
Va néixer a Terrassa i era filla d'un empresari tèxtil. Tot i que la seva família no hi estava d'acord, va estudiar batxillerat i seguidament es va matricular a  ciències naturals a la Universitat de Barcelona. Va haver d'interrompre els seus estudis entre 1936 i 1939 a causa de la Guerra Civil espanyola, i va acabar la carrera l'any 1941. Es va casar amb el farmacèutic Alfredo San Miguel i va tenir tres fills. Degut a una malaltia del seu marit i els problemes econòmics que en van derivar, va haver d'obrir una farmàcia, ja que la seva posició a la universitat no li permetia mantenir a la seva família. Un cop va tornar l'estabilitat, va iniciar la seva tesi doctoral, sota la direcció del zoòleg García del Cid. Durant aquest temps va ser professora col·laboradora de la Universitat de Barcelona, i va llegir la tesi doctoral l'any 1972, que es titulava Contribución al conocimiento de los opiliones de la fauna ibérica. Estudio de los subórdenes Laniatores y Palpatores.
A partir de les seves col·laborarcions amb altres aracnòlegs europeus, va aconseguir organitzar la primera reunió internacional d'aracnologia a Espanya, la Vème Colloque d´Arach-nologie d´Expression française, celebrada el 1980 a Barcelona. Aquest fet va col·locar l'aracnologia ibèrica en l'òrbita europea i va permetre que, anys després, el 1986, Rambla aconseguís portar el X Congrés d'Aracnologia Europea a Jaca.
Va ser una pionera en l'àmbit de l'aracnologia ibèrica, europea i internacional, especialment en opilions, dels quals en va descriure 43 taxons (5 gèneres i 38 espècies) arreu del món. En el seu honor s'han nombrat 9 espècies. Quan es va retirar, va cedir la seva bibliografia i la seva valuosa col·lecció a la UB. És membre honorífica de la Societat Europea d'Aracnologia.